# Ectobius lineolatus
Ectobius lineolatus är en kackerlacksart som först beskrevs av Rehn, J. A. G. 1922.  Ectobius lineolatus ingår i släktet Ectobius och familjen småkackerlackor. Inga underarter finns listade i Catalogue of Life.